# Георги Арлашки
Георги Арлашки e български католически свещеник, конвентуалец.

## Биография
Георги Арлашки е роден на 9 ноември 1923 година в село Балтаджии, днес квартал Секирово на град Раковски. През 1937 година постъпва в духовната семинария в град Асизи в Италия. От 1933 до 1950 година следва богословие и теология във висшата семинария, където се среща с отец Максимилиан Колбе. Ръкоположен е за свещеник на 4 декември 1949 година в Асизи.
След семинарията през 1950 година записва да следва християнска социална доктрина в Католическия университет във Фрибур, Швейцария. Три години по-късно защитава магистърска степен и е назначен за свещеник в новата църква на францисканците „Непорочно зачатие на Пресвета Дева“ в Милано. През 1956 г. е назначен за преподавател във Висшата духовна семинария в Асизи. Преподава латински, френски, история и социология. Ръководител е на катедрата по социология.
От 1959 година работи една година в новата мисия на конвентуалците в провинция Калабрия, в Италия. През 1960 година кандидатства получава пост в мисията в Австралия и в продължение на 30 години работи на различни места на малкия континент. Поверена му е грижата за новодошли имигранти от Италия, Малта, Полша и Хърватия. Във Вирджиния близо до Аделаида създава духовен център за българи с православно изповедание. Обслужва търсачите на опалови залежи в пустините до Кубър-Пери в Южна Австралия. Служи в църква, издялана в подземието на една мина. През 1966 година посещава България.
Отец Арлашки се завръща в България през 1990 година. Поверени са му мисиите от Никополската епархия в Малчика, Трънчовица и след това в Белене. Същевременно поема длъжността кустос (върховната длъжност на конвентуалците в Българя), която изпълнява до 1999 година. От 1995 година е преместен в Софийско-пловдивската епархия. Първоначално работи в Калояново, а след това и в енорията в квартал Парчевич в град Раковски. Става един от основоположниците на манастира „Свети Максимилиян Колбе“ в град Раковски.
Отец Арлашки умира неочаквано на 23 август 2001 година в град Раковски. Той е любител-фотограф и оставя много фотографии на природа и хора.